# 안미생
안미생(1914년? 1919년? ~ 2008년)은 한국의 독립운동가이자, 미국의 화가이다. 그녀는 1938년에서부터 1939년까지 1년간 충칭 주재 영국 대사관 직원으로 근무하다가 1939년 이후 대한민국 임시정부에서 활동하였으며 1940년 김구(金九)의 장남 김인(金仁)과 결혼했다.
그는 안정근의 장녀이며 안중근, 안공근의 조카딸이다. 대한민국 임시정부 주석 김구의 비서를 역임했다.

## 생애

### 생애 초반
그녀는 1914년 안정근의 장녀로 중화민국 허베이 성 베이징에서 출생하였고 지난날 한때 러시아 제국 프리모르스키 지방 하바로프스크에서 잠시 유아기를 보낸 적이 있으며 그 후 중화민국 장쑤 성 상하이에서 성장하였다. 이후 가족을 따라 중국 각지를 전전하다가 해외 유학을 하였고 해외 유학을 마친 후 국민정부 시대 중화민국 대륙 본토 칭화 대학에 입학했다.

### 중국에서의 활동
칭화 대학에서 연극반 활동을 했으며 '뇌우(雷雨)' 연극에서 수녀 역으로 특별 출연하기도 했다. 대학을 나온 후 쿤밍 시난 연합대학교 겸임교수 등을 잠시 지내다가 그만두고 쓰촨 성 충칭의 국민정부 대륙 체제 중화민국 본토 충칭 주재 영국대사관에서 근무하다가 김구의 장남 김인을 만나 결혼하였다. 그 뒤 대한민국 임시 정부, 재중경 애국부인회 등에서 활동하였다. 1945년 3월 29일 남편 김인이 사망하자 이후 안미생은 김구의 비서관으로 활동하였고, 1945년 11월 3일 임정 환국 제1진으로 귀국할 때 김구, 김규식 등과 함께 귀국하였다.
광복 이후에도 경교장에서 시부 김구 선생의 비서관으로 활동했다.
뒤에 미국으로 건너가서 2008년에 향년 95세로 사망할 때까지 그곳에서 거주했다.

### 학력
- 1922년 마카우 보스코 웨화 초등학교(前) → 1929년 홍콩 세인트 메리 캐노션 여학교(前) → 1930년 오스트레일리아 빅토리아 캔터베리 여학교(前) → 1933년 홍콩 메리마운트 여학교 졸업
- 1938년 중화민국 칭화 대학교 법학과 학사

#### 명예 졸업
- 1958년 홍콩 세인트 메리 캐노션 여학교 명예 졸업장 수여

## 가족 및 친척 관계
- 아버지 : 안정근(安定根)
- 남동생 : 안진생
- 남편 : 김인(金仁, 1917년 ~ 1945년) 독립운동가. 중국 중앙군사정치학교 졸업. 前 대한독립군 감독관. 대한독립군 소령
  - 딸 : 김효자(金孝子, 1943~)
    - 외손녀 : 자넷(Jannet)
- 남편 : ?
  - 아들 : 토마스
  - 며느리 : 메이
    - 손녀 : 올리비아
- 큰 아버지 : 안중근(安重根, 1879~1910)
- 작은 아버지 : 안공근(安恭根)
- 시아버지 : 김구(金九, 1876~1949)
- 친정 종숙부 : 안명근
- 친정 종숙부 : 안경근
- 친정 사촌 오빠 : 안준생
- 친정 사촌 오빠 : 안우생
- 친정 6촌 오빠 : 안봉생
- 친정 6촌 오빠 : 안춘생

## 문화에 나타난 안미생

### TV 드라마
- 이금복 - 1981년 《제1공화국》 MBC 드라마

### 영화
- 윤정희 - 1973년 《광복 20년과 백범 김구》 영화

## 같이 보기
- 대한민국임시정부
- 안정근
- 안중근
- 안공근
- 김구
- 애국부인회